# Jean-Pierre Le Roux
Jean-Pierre Le Roux (ur. 18 maja 1982 w Guingamp) – francuski szachista, arcymistrz od 2010 roku.

## Kariera szachowa
W latach 1994–2001 kilkukrotnie reprezentował Francję na mistrzostwach świata i Europy juniorów w różnych kategoriach wiekowych (najlepszy wynik: ME do 16 lat, Tallinn 1997 – dz. VI-IX m.).
W 2007 r. wspólnie z reprezentacją Francji zdobył Puchar Mitropa (Mitropa Cup).
Normy arcymistrzowskie wypełnił w Cannes (2005, I m.), Guingampie (2007, drużynowe mistrzostwa Francji) oraz Cappelle-la-Grande (2010). Inne sukcesy indywidualne:
- 2001 – dz. II m. w Plancoët (za Wencisławem Inkiowem), II m. w Fouesnant (za Amirem Bagherim),
- 2003 – dz. I m. w Saint-Lô (wspólnie z Gabrielem Mateutą(inne języki) i Jurijem Tichonowem), I m. w Guingampie,
- 2004 – dz. III m. w Metz (za Michaiłem Gurewiczem i Christianem Bauerem, wspólnie z m.in. Leonidem Kritzem i Aloyzasem Kveinysem),
- 2005 – I m. w Guingampie,
- 2006 – III m. w Nantes (za Anthonym Wirigiem i Kamranem Shirazim),
- 2007 – dz. III m. w Cannes (za Josephem Sanchezem i Matthieu Cornettem, wspólnie z m.in. Manuelem Apicellą i Fabienem Libiszewskim),
- 2008 – dz. I m. w Neptunie (wspólnie z Siergiejem Tiwiakowem, dz. II m. w Mentonie (za Nenadem Sulavą),
- 2009 – I m. w Pabu, III m. w Rijece (za Ahmedem Adlym i Ognjenem Cvitanem, brązowy medal indywidualnych mistrzostw państw śródziemnomorskich[3]), dz. I m. w Sautronie (wspólnie z Thorstenem Michaelem Haubem(inne języki)), Tigranem Gharamjan, Kiprianem Berbatowem i Władimirem Potkinem),
- 2015 – I m. w Clermont-Ferrand[4].

Najwyższy ranking w dotychczasowej karierze osiągnął 1 lipca 2013 r., z wynikiem 2595 punktów zajmował wówczas 8. miejsce wśród francuskich szachistów.